# Dinocephalosaurus
Dinocephalosaurus ('vreselijk reptiel') is een geslacht van uitgestorven langhalzige aquatische Prolacertiformes met een uitzonderlijk lange nek met vijfentwintig wervels, die de zeeën uit het Midden-Trias van het huidige China bewoonden, behorend tot de Archosauromorpha. De leeftijd van de fossielen is vastgesteld op ongeveer 245 miljoen jaar. Vertegenwoordigers van deze groep zwommen in het Midden-Trias door de zeeën van het huidige Zuid-China. Het geslacht bevat het type en de enige bekende soort D. orientalis, die in 2003 door Li werd benoemd. In tegenstelling tot andere protorosauriërs met lange nek (die een groep vormen die bekend staat als de tanystropheidae), ontwikkelde Dinocephalosaurus convergerend een lange nek, niet door verlenging van individuele halswervels, maar door toevoeging van halswervels die elk een gemiddelde lengte hebben. Net als andere tanystropheïden gebruikte Dinocephalosaurus waarschijnlijk zijn lange nek om op prooien te jagen, met behulp van een combinatie van zuigkracht, gecreëerd door de uitzetting van de keel, en de hoektanden van de kaken om prooien te verstrikken. Het was waarschijnlijk noodzakelijk een zeedier, zoals gesuggereerd door de slecht verbeende en peddelachtige ledematen die zouden hebben voorkomen dat het aan land ging.
Exemplaren die tot het geslacht behoren werden voor het eerst ontdekt in 2002 in een plaats nabij Xinmin in Guizhou. Op dezelfde plaats, die dateert van 244 miljoen jaar geleden, zijn ook andere mariene reptielen gevonden, zoals Mixosaurus, Keichousaurus en Wumengosaurus gevonden. Terwijl het type-exemplaar alleen uit een schedel en de voorkant van de nek bestond, onthulden andere exemplaren al snel de volledige vorm van het lichaam. Verdere ontdekkingen van Dinocephalosaurus-exemplaren werden vanaf 2008 gedaan in Luoping, Yunnan. Op deze plaats zou Dinocephalosaurus naast Mixosaurus, Dianopachysaurus en Sinosaurosphargis hebben geleefd. Een exemplaar dat op de plaats Luoping werd ontdekt, had een foetus in zijn buik, wat aangeeft dat Dinocephalosaurus het leven schonk aan levende jongen zoals veel andere mariene reptielen. Dinocephalosaurus is het enige bekende lid van de Archosauromorpha dat een levend individu baart, met mogelijke uitzondering van de Metriorhynchidae, een groep mariene crocodylomorpha.

## Kenmerken
Dinocephalosaurus was een groot lid van de Protorosauria en bereikte een maximale lichaamslengte van ten minste 3,5 meter, vergeleken met een maximum van drie meter voor Tanystropheus. De bekende exemplaren zijn waarschijnlijk volwassen, aangezien ze samengesmolten schedelbotten hebben en de spits toelopende tanden missen, die te zien zijn bij juveniele Tanystropheus. Net als Tanystropheus heeft Dinocephalosaurus een uitzonderlijk lange nek (1,7 meter lang) ten opzichte van zijn romp (een meter exclusief de staart).

### Schedel
De schedel van Dinocephalosaurus is laag en smal, met een lange premaxilla en maxilla vergeleken met die van Tanystropheus. Zowel de premaxilla als de maxilla ontmoeten elkaar in de anteroventrale (voorste onderste) hoek en dragen bij aan de rand van het neusgat, die zich aan het voorste uiteinde van een lange uitsparing bevindt, die zich langs de snuit voor de oogkas uitstrekt (de antorbitale depressie). De onderranden van de twee snuitbeenderen zijn respectievelijk bekleed met vijf en twaalf lange en spijkerachtige tanden, de derde premaxillaire en vierde en vijfde maxillaire tanden zijn duidelijk hoektandachtig. De onderkaak heeft vijftien geconserveerde tanden, waarvan er drie slagtandachtig zijn. Ter vergelijking: de tanden bij volwassen Tanystropheus zijn scherpe pinnen, terwijl ze tricuspide zijn (met drie knobbels) bij jonge exemplaren.
In tegenstelling tot de ovale oogkas van Tanystropheus, lijkt de oogkas van Dinocephalosaurus perzikvormig, met een smal voorste uiteinde. Op de bovenkant van de schedel is de pariëtale breed en afgeplat, zonder sporen van de middenlijnkam gevonden in Tanystropheus. Het jukbeen heeft slechts twee uitsteeksels, waarbij het derde achteruit projecterende uitsteeksel ontbreekt dat aanwezig is bij de meeste andere reptielen. Ook ontbreken het retro-articulaire uitsteeksel van de achterste onderkaak (een ander onderscheidingspunt van Tanystropheus), evenals extra tanden en een holte tussen de pterygoide botten op het verhemelte.

### Nek en romp
Tanystropheus en Dinocephalosaurus bereikten hun extreem langwerpige nek op verschillende manieren. De nek van Tanystropheus bestaat uit dertien langwerpige halswervels, terwijl de hals van Dinocephalosaurus bestaat uit ten minste zevenentwintig halswervels die niet zo langwerpig zijn. Van de zevenentwintig wervels van Dinocephalosaurus is de negentiende de langste, die ongeveer eenennegentig millimeter lang is. Ter vergelijking: de langste wervels in een Chinees exemplaar van Tanystropheus zijn de negende en tiende, die 248 millimeter lang zijn. Bovendien zijn de halswervels van Dinocephalosaurus niet hol, in tegenstelling tot die van Tanystropheus.
Bijkomende kenmerken van de halswervels die Dinocephalosaurus onderscheiden van andere protorosauriërs zijn de lage en kielachtige doornuitsteeksels en de voorste en achterste (achterste) gewrichtsoppervlakken van de wervels, die beide concaaf zijn. Bij de eerste tien wervels is de ondermarge ook hol. De lange, slanke halsribben dragen frontale uitsteeksels die vrij zijn van de wervellichamen, die ook uniek zijn voor Dinocephalosaurus. Deze ribben zijn uitgelijnd langs de nek en overbruggen meerdere opeenvolgende wervelgewrichten, van twee of drie opeenvolgende gewrichten in de voorste nek tot vijf of zes in de achterste nek. Er lijken geen duidelijke uitsteeksels op de wervels te zijn voor articulatie met de ribben.
De romp van Dinocephalosaurus heeft minstens zesentwintig wervels. Bij Dinocephalosaurus lijken er geen lendenwervels te zijn, of wervels van de romp zonder ribben. De ribben van het heiligbeen en de staart lijken ook niet te zijn versmolten met hun corresponderende wervels. Elk van de gastralia bij Dinocephalosaurus bestaat uit drie elementen in plaats van vier zoals bij Tanystropheus. Ze verschillen doordat Dinocephalosaurus slechts één element op de middenlijn heeft, terwijl Tanystropheus twee elementen heeft die samen een middenlijnstaaf vormen.

### Ledematen
Dinocephalosaurus had relatief grote poten, die eindigden in flipperachtige voeten. De voor- en achterpoten zijn ongeveer even lang, in tegenstelling tot Tanystropheus, waar de voorpoten veel kleiner zijn. Terwijl de meeste protorosauriërs, zoals Tanystropheus, Macrocnemus en Langobardisaurus, relatief verbeende ledematen hadden die waren aangepast voor het leven op het land, zijn de stevige ledematen van Dinocephalosaurus slecht verbeend en lijken ze op die van nothosauriërs. Van de carpale botten zijn er slechts zes verbeend, op dezelfde manier zijn slechts drie van de tarsale botten verbeend. Bovendien articuleren het sprongbeen en het hielbeen ook niet met elkaar in de enkel, in plaats daarvan vormen ze eenvoudige en ronde ossificaties.
Deze eigenschappen zijn waarschijnlijk neotenisch, wat op dezelfde manier kenmerkend is voor eigenschappen die worden aangetroffen bij veel andere aquatische tetrapoden. Hoewel Tanystropheus waarschijnlijk ook neotenisch is, benadert hij Dinocephalosaurus niet in het uiterste geval van deze aandoening. Verschillende andere eigenaardige eigenschappen zijn aanwezig in de voeten van Dinocephalosaurus. In tegenstelling tot Tanystropheus en de meeste andere protorosauriërs, is het vijfde middenvoetsbeentje van Dinocephalosaurus eenvoudig en recht in plaats van haakvormig. Tanystropheus heeft slechts een vijfde middenvoetsbeentje dat aan de bovenkant licht verdikt is en het heeft bovendien een lange falanx op de vijfde teen dat niet anders is dan een ander middenvoetsbeentje. Op de derde teen van de voet zijn er vier vingerkootjes, maar geen van hen lijkt de eindklauw te zijn, wat suggereert dat Dinocephalosaurus een hoger dan gemiddeld aantal van ten minste vijf vingerkootjes in de derde teen had.

## Ontdekking en naamgeving

### Panxian
Het type-exemplaar van Dinocephalosaurus werd voor het eerst ontdekt in 2002 tijdens veldwerk, uitgevoerd in Yangjuan Village, Xinmin District, Panxian County, Guizhou. Het bestaat uit een bijna volledige schedel die de linkerkant van de kaak mist, evenals verschillende bijbehorende halswervels. Het werd vervolgens opgeslagen in het Institute of Vertebrate Paleontology and Paleoanthropology (IVPP) in Beijing onder het collectienummer IVPP V13767. Een onderzoeksdocument dat het exemplaar beschrijft, is geschreven door IVPP-paleontoloog Chun Li en gepubliceerd door Acta Geologica Sinica in december 2003.
Een tweede exemplaar dat op dezelfde plaats werd ontdekt, vertegenwoordigt een gedeeltelijk gearticuleerd skelet dat alleen de staart mist. Eveneens opgeslagen bij het IVPP heeft het exemplaar het collectienummer IVPP V13898. Het exemplaar werd beschreven in een korte correspondentie door Li, Olivier Rieppel en Michael LaBarbera, die in september 2004 door Science werd gepubliceerd Een meer gedetailleerde beschrijving werd vervolgens gepubliceerd door Rieppel, Li, Nicholas Fraser in een Journal of Vertebrate Paleontologie document uit 2008.
De plaats Panxian, waar deze exemplaren vandaan kwamen, maakt deel uit van afzetting II van de Guanling-formatie uit het Anisien (Midden-Trias), waarvan aanvankelijk werd gedacht dat deze 230 miljoen jaar oud was, maar het meest recent is gedateerd op 244 ± 1,3 miljoen jaar oud op basis van uranium-looddatering. De overheersende afzettingen op deze plaats zijn samengesteld uit grijze tot donkergrijze mergelkalksteen, evenals cherty-kalksteen met dolomiet- en bentonietbedden. Dinocephalosaurus werd specifiek gevonden in laag 90 van de Panxian-afzettingen, een dunne kalksteenlaag die traditioneel wordt toegewezen aan de bovenste Reptile Horizon (lagen 87-90). Verder beneden zijn de midden Reptile (lagen 81-85) en lagere Reptile (lagen 77-79) Horizons.

### Luoping
Vervolgens werden extra Dinocephalosaurus-exemplaren ontdekt uit de iets oudere plaats Luoping, die is gedateerd op 245-244 miljoen jaar oud op basis van conodont-biostratigrafie en voorlopige radiometrische datering. De exemplaren zijn afkomstig uit bed 74 van de plaats Luoping, in afzettingen in de buurt van het dorp Dawazi, Luoping County, Yunnan. Bed 74 maakt deel uit van een sectie, bestaande uit dunne donkergrijze micritische kalksteenlagen, vermengd met dikkere lagen kiezelhoudende kalksteen en siltige kalksteen, die zich naar beneden uitstrekt tot bed 67.
Een specifiek exemplaar is opmerkelijk omdat het een embryo in zijn buikstreek bevat, waarvan halswervels, voorpoten en verschillende andere elementen bewaard zijn gebleven. Het werd verzameld in 2008. Tegen de tijd dat het werd verzameld, had verwering het exemplaar al in drie blokken gesplitst, waarbij de gaten waren opgevuld door hedendaagse aarde. Het exemplaar werd vervolgens overgebracht naar het Chengdu Center van de China Geological Survey, waar het werd geprepareerd en opgeslagen onder het collectienummer LPV 30280. Vervolgens werd een beschrijving van het exemplaar gegeven, beschreven door Jun Liu, Chris Organ, Michael Benton, Matthew Brandley, en Jonathan Aitchison en werd in februari 2017 gepubliceerd door Nature Communications.

### Naamgeving
In zijn beschrijving uit 2003 combineerde Li de wortels van dino- ('verschrikkelijk'), cephalo- ('hoofd') en saur ('hagedis') om de geslachtsnaam Dinocephalosaurus te creëren. Volgens Li verwijst deze naam naar de 'afschuwelijke schedel' van het holotype. Ondertussen is de soortaanduiding afgeleid van het Latijnse orientalis ('oostelijk'), in verwijzing naar Dinocephalosaurus orientalis, het enige bekende verslag ten tijde van de Tanystropheidae in wat het oostelijke deel van de Tethysoceaan zou zijn geweest.

## Classificatie
Dinocephalosaurus wordt beschouwd als een lid van de Protorosauria, een groep alomtegenwoordige en diverse reptielen uit het Perm-Trias. Deze toewijzing is gebaseerd op kenmerken zoals de lage en smalle schedel met een korte en smalle postorbitale regio, de lange neus ten opzichte van de frontale, de verminderde achterwaartse projectie van het jukbeen, de aanwezigheid van meer dan zeven halswervels, met centra langer dan die van de ruggenwervels, de lage doornuitsteeksels van de halswervels, de lange cervicale ribben, het ontbreken van intercentra die articuleren met de dorsale centra en de afwezigheid van een entepicondylar foramen op het opperarmbeen. Deze kenmerken worden gedeeld met Tanystropheus, Macrocnemus en andere protorosauriërs.
Protorosauriërs werden vroeger beschouwd als de voorouders van hagedissen, maar fylogenetische analyse heeft vervolgens aangetoond dat het in feite niet-archosaurische archosauromorfen zijn. Zoals oorspronkelijk gedefinieerd, verwees de Protorosauria naar de groep met Protorosaurus en Prolacerta en was synoniem met de Prolacertiformes. In 1997 voerde Nour-Eddine Jalil een analyse uit van de Prolacertiformes, die de definitie uitbreidde tot veertien geslachten, waaronder de Tanystropheidae. Daaropvolgend onderzoek heeft over het algemeen aangetoond dat Prolacerta dichter bij de Archosauriformes staat dan Protorosaurus, waardoor de Prolacertiformes niet-monofyletisch zijn. Of de resterende protorosauriërs, inclusief Protorosaurus, tanystropheiden en drepanosauriërs in sommige onderzoeken een monofyletische groep vormen, is onduidelijk. Verschillende fylogenieën hebben zowel monofyletische als niet-monofyletische Protorosauria ondersteund, met de laatste opstelling in het algemeen met Protorosaurus als meer basaal dan de Tanystropheidae.
In de oorspronkelijke beschrijving van Dinocephalosaurus herkende Li het postorbitale gebied en de langwerpige cervicale centra als indicatief voor een nauwe verwantschap met Tanystropheus, wat hem ertoe bracht het toe te wijzen aan de Tanystropheidae. Rieppel en collega's merkten vervolgens echter kenmerken op die Dinocephalosaurus onderscheidden van afgeleide protorosauriërs, zoals Tanystropheus, Macrocnemus, Langobardisaurus en Tanytrachelos. Deze omvatten het ontbreken van taps toelopende aan de voorkant van de neus en een niet-gereduceerde bijdrage van het darmbeen aan de heupkom. Dit bracht Rieppel en collega's ertoe om Dinocephalosaurus te beschouwen als een onbepaalde protorosaurus, met zijn nekverlenging convergerend met die van Tanystropheus. Hun fylogenetische boom, gebaseerd op een dataset afgeleid van de afzonderlijke analyses van Jalil (1997), David Dilkes (1998) en Michael Benton & Jackie Allen (1997) wordt hieronder weergegeven.
Topologie A: Rieppel et al. (2008)
|  | Drepanosaurus   |
|  |                 |
|  | Megalancosaurus |
|  |                 |

|  | Langobardisaurus                                                |
|  |                                                                 |
|  | \| \| Tanystropheus \| \| \| \| \| \| Tanytrachelos \| \| \| \| |
|  |                                                                 |
|  | Tanystropheus                                                   |
|  |                                                                 |
|  | Tanytrachelos                                                   |
|  |                                                                 |

|  | Tanystropheus |
|  |               |
|  | Tanytrachelos |
|  |               |

|  | Langobardisaurus                                                |
|  |                                                                 |
|  | \| \| Tanystropheus \| \| \| \| \| \| Tanytrachelos \| \| \| \| |
|  |                                                                 |
|  | Tanystropheus                                                   |
|  |                                                                 |
|  | Tanytrachelos                                                   |
|  |                                                                 |

|  | Tanystropheus |
|  |               |
|  | Tanytrachelos |
|  |               |

|  | Drepanosaurus   |
|  |                 |
|  | Megalancosaurus |
|  |                 |

|  | Langobardisaurus                                                |
|  |                                                                 |
|  | \| \| Tanystropheus \| \| \| \| \| \| Tanytrachelos \| \| \| \| |
|  |                                                                 |
|  | Tanystropheus                                                   |
|  |                                                                 |
|  | Tanytrachelos                                                   |
|  |                                                                 |

|  | Tanystropheus |
|  |               |
|  | Tanytrachelos |
|  |               |

|  | Langobardisaurus                                                |
|  |                                                                 |
|  | \| \| Tanystropheus \| \| \| \| \| \| Tanytrachelos \| \| \| \| |
|  |                                                                 |
|  | Tanystropheus                                                   |
|  |                                                                 |
|  | Tanytrachelos                                                   |
|  |                                                                 |

|  | Tanystropheus |
|  |               |
|  | Tanytrachelos |
|  |               |

Topologie B: Liu et al. (2017)
|  | Megalancosaurus                                               |
|  |                                                               |
|  | \| \| Drepanosaurus \| \| \| \| \| \| Vallesaurus \| \| \| \| |
|  |                                                               |
|  | Drepanosaurus                                                 |
|  |                                                               |
|  | Vallesaurus                                                   |
|  |                                                               |

|  | Drepanosaurus |
|  |               |
|  | Vallesaurus   |
|  |               |

|  | Langobardisaurus                                                |
|  |                                                                 |
|  | \| \| Tanystropheus \| \| \| \| \| \| Tanytrachelos \| \| \| \| |
|  |                                                                 |
|  | Tanystropheus                                                   |
|  |                                                                 |
|  | Tanytrachelos                                                   |
|  |                                                                 |

|  | Tanystropheus |
|  |               |
|  | Tanytrachelos |
|  |               |

|  | Langobardisaurus                                                |
|  |                                                                 |
|  | \| \| Tanystropheus \| \| \| \| \| \| Tanytrachelos \| \| \| \| |
|  |                                                                 |
|  | Tanystropheus                                                   |
|  |                                                                 |
|  | Tanytrachelos                                                   |
|  |                                                                 |

|  | Tanystropheus |
|  |               |
|  | Tanytrachelos |
|  |               |

|  | Langobardisaurus                                                |
|  |                                                                 |
|  | \| \| Tanystropheus \| \| \| \| \| \| Tanytrachelos \| \| \| \| |
|  |                                                                 |
|  | Tanystropheus                                                   |
|  |                                                                 |
|  | Tanytrachelos                                                   |
|  |                                                                 |

|  | Tanystropheus |
|  |               |
|  | Tanytrachelos |
|  |               |

|  | Langobardisaurus                                                |
|  |                                                                 |
|  | \| \| Tanystropheus \| \| \| \| \| \| Tanytrachelos \| \| \| \| |
|  |                                                                 |
|  | Tanystropheus                                                   |
|  |                                                                 |
|  | Tanytrachelos                                                   |
|  |                                                                 |

|  | Tanystropheus |
|  |               |
|  | Tanytrachelos |
|  |               |

|  | Langobardisaurus                                                |
|  |                                                                 |
|  | \| \| Tanystropheus \| \| \| \| \| \| Tanytrachelos \| \| \| \| |
|  |                                                                 |
|  | Tanystropheus                                                   |
|  |                                                                 |
|  | Tanytrachelos                                                   |
|  |                                                                 |

|  | Tanystropheus |
|  |               |
|  | Tanytrachelos |
|  |               |

|  | Langobardisaurus                                                |
|  |                                                                 |
|  | \| \| Tanystropheus \| \| \| \| \| \| Tanytrachelos \| \| \| \| |
|  |                                                                 |
|  | Tanystropheus                                                   |
|  |                                                                 |
|  | Tanytrachelos                                                   |
|  |                                                                 |

|  | Tanystropheus |
|  |               |
|  | Tanytrachelos |
|  |               |

|  | Langobardisaurus                                                |
|  |                                                                 |
|  | \| \| Tanystropheus \| \| \| \| \| \| Tanytrachelos \| \| \| \| |
|  |                                                                 |
|  | Tanystropheus                                                   |
|  |                                                                 |
|  | Tanytrachelos                                                   |
|  |                                                                 |

|  | Tanystropheus |
|  |               |
|  | Tanytrachelos |
|  |               |

|  | Langobardisaurus                                                |
|  |                                                                 |
|  | \| \| Tanystropheus \| \| \| \| \| \| Tanytrachelos \| \| \| \| |
|  |                                                                 |
|  | Tanystropheus                                                   |
|  |                                                                 |
|  | Tanytrachelos                                                   |
|  |                                                                 |

|  | Tanystropheus |
|  |               |
|  | Tanytrachelos |
|  |               |

|  | Megalancosaurus                                               |
|  |                                                               |
|  | \| \| Drepanosaurus \| \| \| \| \| \| Vallesaurus \| \| \| \| |
|  |                                                               |
|  | Drepanosaurus                                                 |
|  |                                                               |
|  | Vallesaurus                                                   |
|  |                                                               |

|  | Drepanosaurus |
|  |               |
|  | Vallesaurus   |
|  |               |

|  | Langobardisaurus                                                |
|  |                                                                 |
|  | \| \| Tanystropheus \| \| \| \| \| \| Tanytrachelos \| \| \| \| |
|  |                                                                 |
|  | Tanystropheus                                                   |
|  |                                                                 |
|  | Tanytrachelos                                                   |
|  |                                                                 |

|  | Tanystropheus |
|  |               |
|  | Tanytrachelos |
|  |               |

|  | Langobardisaurus                                                |
|  |                                                                 |
|  | \| \| Tanystropheus \| \| \| \| \| \| Tanytrachelos \| \| \| \| |
|  |                                                                 |
|  | Tanystropheus                                                   |
|  |                                                                 |
|  | Tanytrachelos                                                   |
|  |                                                                 |

|  | Tanystropheus |
|  |               |
|  | Tanytrachelos |
|  |               |

|  | Langobardisaurus                                                |
|  |                                                                 |
|  | \| \| Tanystropheus \| \| \| \| \| \| Tanytrachelos \| \| \| \| |
|  |                                                                 |
|  | Tanystropheus                                                   |
|  |                                                                 |
|  | Tanytrachelos                                                   |
|  |                                                                 |

|  | Tanystropheus |
|  |               |
|  | Tanytrachelos |
|  |               |

|  | Langobardisaurus                                                |
|  |                                                                 |
|  | \| \| Tanystropheus \| \| \| \| \| \| Tanytrachelos \| \| \| \| |
|  |                                                                 |
|  | Tanystropheus                                                   |
|  |                                                                 |
|  | Tanytrachelos                                                   |
|  |                                                                 |

|  | Tanystropheus |
|  |               |
|  | Tanytrachelos |
|  |               |

|  | Langobardisaurus                                                |
|  |                                                                 |
|  | \| \| Tanystropheus \| \| \| \| \| \| Tanytrachelos \| \| \| \| |
|  |                                                                 |
|  | Tanystropheus                                                   |
|  |                                                                 |
|  | Tanytrachelos                                                   |
|  |                                                                 |

|  | Tanystropheus |
|  |               |
|  | Tanytrachelos |
|  |               |

|  | Langobardisaurus                                                |
|  |                                                                 |
|  | \| \| Tanystropheus \| \| \| \| \| \| Tanytrachelos \| \| \| \| |
|  |                                                                 |
|  | Tanystropheus                                                   |
|  |                                                                 |
|  | Tanytrachelos                                                   |
|  |                                                                 |

|  | Tanystropheus |
|  |               |
|  | Tanytrachelos |
|  |               |

|  | Langobardisaurus                                                |
|  |                                                                 |
|  | \| \| Tanystropheus \| \| \| \| \| \| Tanytrachelos \| \| \| \| |
|  |                                                                 |
|  | Tanystropheus                                                   |
|  |                                                                 |
|  | Tanytrachelos                                                   |
|  |                                                                 |

|  | Tanystropheus |
|  |               |
|  | Tanytrachelos |
|  |               |

|  | Langobardisaurus                                                |
|  |                                                                 |
|  | \| \| Tanystropheus \| \| \| \| \| \| Tanytrachelos \| \| \| \| |
|  |                                                                 |
|  | Tanystropheus                                                   |
|  |                                                                 |
|  | Tanytrachelos                                                   |
|  |                                                                 |

|  | Tanystropheus |
|  |               |
|  | Tanytrachelos |
|  |               |

|  | Megalancosaurus                                               |
|  |                                                               |
|  | \| \| Drepanosaurus \| \| \| \| \| \| Vallesaurus \| \| \| \| |
|  |                                                               |
|  | Drepanosaurus                                                 |
|  |                                                               |
|  | Vallesaurus                                                   |
|  |                                                               |

|  | Drepanosaurus |
|  |               |
|  | Vallesaurus   |
|  |               |

|  | Langobardisaurus                                                |
|  |                                                                 |
|  | \| \| Tanystropheus \| \| \| \| \| \| Tanytrachelos \| \| \| \| |
|  |                                                                 |
|  | Tanystropheus                                                   |
|  |                                                                 |
|  | Tanytrachelos                                                   |
|  |                                                                 |

|  | Tanystropheus |
|  |               |
|  | Tanytrachelos |
|  |               |

|  | Langobardisaurus                                                |
|  |                                                                 |
|  | \| \| Tanystropheus \| \| \| \| \| \| Tanytrachelos \| \| \| \| |
|  |                                                                 |
|  | Tanystropheus                                                   |
|  |                                                                 |
|  | Tanytrachelos                                                   |
|  |                                                                 |

|  | Tanystropheus |
|  |               |
|  | Tanytrachelos |
|  |               |

|  | Langobardisaurus                                                |
|  |                                                                 |
|  | \| \| Tanystropheus \| \| \| \| \| \| Tanytrachelos \| \| \| \| |
|  |                                                                 |
|  | Tanystropheus                                                   |
|  |                                                                 |
|  | Tanytrachelos                                                   |
|  |                                                                 |

|  | Tanystropheus |
|  |               |
|  | Tanytrachelos |
|  |               |

|  | Langobardisaurus                                                |
|  |                                                                 |
|  | \| \| Tanystropheus \| \| \| \| \| \| Tanytrachelos \| \| \| \| |
|  |                                                                 |
|  | Tanystropheus                                                   |
|  |                                                                 |
|  | Tanytrachelos                                                   |
|  |                                                                 |

|  | Tanystropheus |
|  |               |
|  | Tanytrachelos |
|  |               |

|  | Langobardisaurus                                                |
|  |                                                                 |
|  | \| \| Tanystropheus \| \| \| \| \| \| Tanytrachelos \| \| \| \| |
|  |                                                                 |
|  | Tanystropheus                                                   |
|  |                                                                 |
|  | Tanytrachelos                                                   |
|  |                                                                 |

|  | Tanystropheus |
|  |               |
|  | Tanytrachelos |
|  |               |

|  | Langobardisaurus                                                |
|  |                                                                 |
|  | \| \| Tanystropheus \| \| \| \| \| \| Tanytrachelos \| \| \| \| |
|  |                                                                 |
|  | Tanystropheus                                                   |
|  |                                                                 |
|  | Tanytrachelos                                                   |
|  |                                                                 |

|  | Tanystropheus |
|  |               |
|  | Tanytrachelos |
|  |               |

|  | Langobardisaurus                                                |
|  |                                                                 |
|  | \| \| Tanystropheus \| \| \| \| \| \| Tanytrachelos \| \| \| \| |
|  |                                                                 |
|  | Tanystropheus                                                   |
|  |                                                                 |
|  | Tanytrachelos                                                   |
|  |                                                                 |

|  | Tanystropheus |
|  |               |
|  | Tanytrachelos |
|  |               |

|  | Langobardisaurus                                                |
|  |                                                                 |
|  | \| \| Tanystropheus \| \| \| \| \| \| Tanytrachelos \| \| \| \| |
|  |                                                                 |
|  | Tanystropheus                                                   |
|  |                                                                 |
|  | Tanytrachelos                                                   |
|  |                                                                 |

|  | Tanystropheus |
|  |               |
|  | Tanytrachelos |
|  |               |

|  | Megalancosaurus                                               |
|  |                                                               |
|  | \| \| Drepanosaurus \| \| \| \| \| \| Vallesaurus \| \| \| \| |
|  |                                                               |
|  | Drepanosaurus                                                 |
|  |                                                               |
|  | Vallesaurus                                                   |
|  |                                                               |

|  | Drepanosaurus |
|  |               |
|  | Vallesaurus   |
|  |               |

|  | Langobardisaurus                                                |
|  |                                                                 |
|  | \| \| Tanystropheus \| \| \| \| \| \| Tanytrachelos \| \| \| \| |
|  |                                                                 |
|  | Tanystropheus                                                   |
|  |                                                                 |
|  | Tanytrachelos                                                   |
|  |                                                                 |

|  | Tanystropheus |
|  |               |
|  | Tanytrachelos |
|  |               |

|  | Langobardisaurus                                                |
|  |                                                                 |
|  | \| \| Tanystropheus \| \| \| \| \| \| Tanytrachelos \| \| \| \| |
|  |                                                                 |
|  | Tanystropheus                                                   |
|  |                                                                 |
|  | Tanytrachelos                                                   |
|  |                                                                 |

|  | Tanystropheus |
|  |               |
|  | Tanytrachelos |
|  |               |

|  | Langobardisaurus                                                |
|  |                                                                 |
|  | \| \| Tanystropheus \| \| \| \| \| \| Tanytrachelos \| \| \| \| |
|  |                                                                 |
|  | Tanystropheus                                                   |
|  |                                                                 |
|  | Tanytrachelos                                                   |
|  |                                                                 |

|  | Tanystropheus |
|  |               |
|  | Tanytrachelos |
|  |               |

|  | Langobardisaurus                                                |
|  |                                                                 |
|  | \| \| Tanystropheus \| \| \| \| \| \| Tanytrachelos \| \| \| \| |
|  |                                                                 |
|  | Tanystropheus                                                   |
|  |                                                                 |
|  | Tanytrachelos                                                   |
|  |                                                                 |

|  | Tanystropheus |
|  |               |
|  | Tanytrachelos |
|  |               |

|  | Langobardisaurus                                                |
|  |                                                                 |
|  | \| \| Tanystropheus \| \| \| \| \| \| Tanytrachelos \| \| \| \| |
|  |                                                                 |
|  | Tanystropheus                                                   |
|  |                                                                 |
|  | Tanytrachelos                                                   |
|  |                                                                 |

|  | Tanystropheus |
|  |               |
|  | Tanytrachelos |
|  |               |

|  | Langobardisaurus                                                |
|  |                                                                 |
|  | \| \| Tanystropheus \| \| \| \| \| \| Tanytrachelos \| \| \| \| |
|  |                                                                 |
|  | Tanystropheus                                                   |
|  |                                                                 |
|  | Tanytrachelos                                                   |
|  |                                                                 |

|  | Tanystropheus |
|  |               |
|  | Tanytrachelos |
|  |               |

|  | Langobardisaurus                                                |
|  |                                                                 |
|  | \| \| Tanystropheus \| \| \| \| \| \| Tanytrachelos \| \| \| \| |
|  |                                                                 |
|  | Tanystropheus                                                   |
|  |                                                                 |
|  | Tanytrachelos                                                   |
|  |                                                                 |

|  | Tanystropheus |
|  |               |
|  | Tanytrachelos |
|  |               |

|  | Langobardisaurus                                                |
|  |                                                                 |
|  | \| \| Tanystropheus \| \| \| \| \| \| Tanytrachelos \| \| \| \| |
|  |                                                                 |
|  | Tanystropheus                                                   |
|  |                                                                 |
|  | Tanytrachelos                                                   |
|  |                                                                 |

|  | Tanystropheus |
|  |               |
|  | Tanytrachelos |
|  |               |

Liu en collega's voerden in 2017 een afzonderlijke fylogenetische analyse uit. Ze bekritiseerden de analyse van Rieppel en collega's omdat ze onnodig verschillende kenmerken in hun gegevens hadden herhaald, waardoor de herhaalde kenmerken een te groot gewicht kregen in de analyse. In hun eigen analyse gebruikten Liu en collega's dezelfde brondatasets, maar verwijderden herhaalde kenmerken, voegden twee nieuwe kenmerken toe uit een analyse door Sean Modesto en Hans-Dieter Sues (2004) en verwijderden slecht bewaarde of mogelijk chimaere taxa zoals zoals Cosesaurus, Kadimakara, Trachelosaurus en Malerisaurus. Analyses op basis van op spaarzaamheid gebaseerde en bayesiaanse methoden vonden dat Dinocephalosaurus een lid was van de Tanystropheidae, de zustergroep van een clade met Tanystropheus, Macrocnemus, Langobardisaurus en Tanytrachelos. De analyses leverden ook een monofyletische Protorosauria op, zij het met uitsluiting van Prolacerta. De boom uit de op spaarzaamheid gebaseerde analyse is hierboven weergegeven, rechts.

## Paleobiologie

### Nek en voeding
De lange nek van Dinocephalosaurus heeft waarschijnlijk een functionele rol gespeeld. Met name de lengte van de nek zorgde voor een grote afstand tussen het hoofd en de rest van het lichaam. Dit zou Dinocephalosaurus in staat hebben gesteld potentiële prooien te naderen zonder dat het grootste deel van zijn massa werd gedetecteerd, wat effectief zou zijn geweest in de troebele wateren van zijn leefgebied.
Dinocephalosaurus heeft mogelijk ook zijn nek gebruikt om zijn prooi te vangen via zuigvoeding. Na het opzij buigen van de nek (wat vergemakkelijkt zou zijn door de slankheid van de cervicale ribben), zou het rechttrekken van de nek ertoe hebben geleid dat de cervicale ribben naar buiten waren gespreid vanwege de werking van de nekspieren die aan de ribben waren bevestigd. Naarmate het hoofd naar voren viel, zou het volume van de slokdarm zijn toegenomen, waardoor zuigkracht ontstond. Zodra de prooi was gevangen, zouden de hoektanden de prooi in de bek hebben vastgezet. Net als andere aquatische amnioten, zou Dinocephalosaurus zijn prooi met de kop hebben ingeslikt en verteerd, zoals blijkt uit het behoud van een perleidische vis in het abdominale gebied van LPV 30280 uit Luoping.
Het is niet waarschijnlijk dat Dinocephalosaurus zijn lange nek gebruikte om te ademen door hem verticaal uit te strekken. Als het dat zou proberen, zou het drukverschil tussen het oppervlak en zijn romp voldoende extreem zijn zodat zijn longen niet zouden zijn opgeblazen. Dus om te ademen, zou Dinocephalosaurus het oppervlak moeten naderen met een bijna horizontale nek. De horizontale houding van de nek zou ook de voortbeweging aan het oppervlak hebben vergemakkelijkt, vanwege het lange profiel dat de romplengte vergroot en het effect van weerstand van golven verminderde.

### Reproductie
Dinocephalosaurus vertegenwoordigt het hoogtepunt van aquatische aanpassingen onder de protorosauriërs. Gezien zijn lange nek en peddelachtige ledematen was hij waarschijnlijk niet in staat om comfortabel te functioneren in een terrestrische omgeving. Een gevolg van deze aanpassingen is dat Dinocephalosaurus niet in staat zou zijn geweest om nesten op het land te bouwen. Dit zou ook hebben verhinderd dat het reptieleneieren met een harde schaal bezit. Dergelijke eieren vereisen de uitwisseling van gassen met de buitenomgeving en dit proces is aanzienlijk langzamer in water dan in lucht. Dinocephalosaurus kan dus niet ovipaar zijn geweest. Tegelijkertijd staan archosauriërs echter bekend om de totale afwezigheid van levendbarende of levendgeborenen onder de levende leden.
Het embryonale individu van Dinocephalosaurus, bewaard in LPV 30280 van Luoping, kan om verschillende redenen als zodanig worden geïdentificeerd. Ten eerste is het volledig ingesloten in de lichaamsholte van de volwassene. De lange cervicale ribben, zoals die van de volwassene, wijzen in dezelfde richting als de ruggenwervels van de volwassene, wat in tegenspraak is met de typische methode om prooien onder amnioten in te slikken. Het wordt ook bewaard met zijn nek die naar zijn voorpoten krult, een houding die wordt gezien bij embryo's van gewervelde dieren, maar niet bij volwassen exemplaren van Dinocephalosaurus, die over het algemeen de nek naar boven hebben gebogen. De afwezigheid van handen in verband met de voorpoten in het embryo kan een artefact van bewaring zijn, maar het kan ook te wijten zijn aan de volgorde waarin de ledematen van tetrapoden verstarren.
Hoewel de aanwezigheid van een embryo op zich twijfelachtig zou zijn met betrekking tot deze kwestie, leveren de omstandigheden waarin het embryo werd bewaard sterk bewijs dat Dinocephalosaurus levendbarend was. Er is geen bewaarde verkalkte eierschaal rond het embryo, ondanks de aanwezigheid van fijn bewaarde verkalkte elementen van andere dieren in Luoping. Dit komt overeen met het feit dat de eierschalen die de embryo's van levendbarende reptielen omringen, niet-verkalkte membranen zijn. Bovendien geven de relatieve verhoudingen van het opperarmbeen en het kuitbeen in het embryo, vergeleken met het maternale individu en IVPP V13898 van Panxian, aan dat het embryo ongeveer twaalf procent van de grootte van zijn moeder is. In combinatie met zijn verbeende botten suggereert dit dat het embryo zich in een vergevorderd ontwikkelingsstadium bevond, terwijl krokodilachtigen, vogels, schildpadden en tuatara's eieren leggen in zeer vroege ontwikkelingsstadia.
Over het algemeen suggereert het door het embryo geleverde bewijs dat Dinocephalosaurus levendbarend was, waardoor het de eerste levendbarende archosauromorf was, afgezien van mogelijk metriorhynchiden. Dit komt overeen met de scheiding van zijn sacrale ribben van zijn heiligbeen, wat wijst op een beweeglijk bekken, dat zou kunnen hebben gefunctioneerd bij de bevalling. Hoewel de overigens afwezigheid van levendbarende archosauriërs historisch is toegeschreven aan gemeenschappelijke kenmerken die zijn geërfd van de archosaurische stamlijn, suggereert de ontdekking dat Dinocephalosaurus levendbarend was en dat dit fenomeen te wijten is aan afstammings-specifieke levensstijlbeperkingen. Hoewel de geslachtsbepalingssystemen onder levende archosauromorfen divers zijn, met krokodilachtigen en schildpadden die temperatuurafhankelijke geslachtsbepaling gebruiken, suggereert fylogenetische modellering dat Dinocephalosaurus de basale toestand van genotypische geslachtsbepaling van vroege diapsiden behield en dat dit systeem de overgang ervan vergemakkelijkte tot een verplichte mariene levensstijl naast levendigheid.

## Paleo-ecologie
Tot tenminste het einde van het Midden-Trias zorgde de hoge zeespiegel ervoor dat ondiep water een groot deel van het Zuid-Chinese blok bedekte, een tektonische plaat die tegenwoordig bestaat uit het stabiele Yangtze-Craton en de minder stabiele Zuid-Chinese Fold Belt. Een bergbouwgebeurtenis, bekend als de Indochinese orogenese, heeft Precambrische rotsen opgetild om vier grote landmassa's op het Zuid-Chinese blok te vormen: Khamdian in het westen, Jiangnan in het centrum, Yunkai in het zuiden en Cathaysia in het oosten. Eilandketens strekten zich ook uit tussen Yunkai en Cathaysia in het oosten. Gelegen tussen Khamdian en Jiangnan was een diep oceaanbekken bekend als het Nanpanjiang Basin. Langs de westelijke rand van dit bassin werden fossielhoudende sedimenten afgezet om te worden wat nu de Lagerstätten zijn (sedimentaire afzettingen die worden gekenmerkt door een voorbeeldige bewaring) van Panxian, Luoping en andere plaatsen.
Bij Panxian lijkt er een overgang te zijn geweest in de endemische mariene reptielenfauna, mogelijk veroorzaakt door vulkanisme. Dit vulkanisme wordt aangegeven door de aanwezigheid van een bentonietlaag tussen de midden en hogere Reptile Horizon. in de lagere de bovenste Reptile Horizon zijn ook fossielen gevonden van de alomtegenwoordige mixosauriër Mixosaurus panxianensis (die in alle lagen voorkomt), de pachypleurosauriërs Keichousaurus sp. en Wumengosaurus delicatomandibularis en vissen, hoewel fossielen van de laatste fragmentarisch zijn. De lagere midden- en lagere Reptile Horizon omvatten ook de mixosauriër Phalarodon cf. fraasi, de basale ichthyosauriër Xinminosaurus catactes, de placodont Placodus inexpectatus, de nothosauriërs Lariosaurus hongguoensis en Nothosaurus yangjuanensis, en de archosauriër Qianosuchus mixtus, naast tweekleppigen en saurichthyide vissen.
De fauna van Luoping lijkt te zijn bewaard in een klein bassin binnen het platform in plaats van in het omringende open water, te oordelen naar de anoxische sedimenten die op de locatie aanwezig zijn. Van de 19.759 exemplaren is 93,7 procent van de fossielen die in Luoping zijn gevonden geleedpotigen: tienpotigen, isopoden, krabachtige cycloïden, garnaalachtige mysidaceeën, mosselgarnalen en ostracoden, evenals zeldzame duizendpoten en hoefijzerkrabben. Ter vergelijking: slechts 0,07 procent van de exemplaren is afkomstig van mariene reptielen, waaronder Dinocephalosaurus naast Mixosaurus cf. panxianensis, Dianopachysaurus dingi, Sinosaurosphargis yunguiensis en een archosauriër. Anders zijn vissen, waaronder saurichthyiden, paleonisciden, birgeriiden, perleididen, eugnathiden, semionotiden, pholidopleuriden, peltopleuriden en coelacanthiden gevonden in Luoping, die 3,66 procent van de fossielen vormen met vijfentwintig taxa in negen families. Weekdieren zoals tweekleppigen en gastropoden, samen met ammonoïden en belemnoïden, zijn goed voor 1,69 procent van de exemplaren. Zeldzame en waarschijnlijk niet-endemische fossielen omvatten ook stekelhuidigen zoals crinoïden, zeesterren en zee-egels, branchiopoden en relatief complete naaldboomtakken en bladeren, die waarschijnlijk afkomstig zijn uit kustbossen op minder dan tien kilometer afstand.